# Wiekagjoc
Wiekagjoc, pleme američkih Indijanaca porodice Algonquian koje je obitavalo duž istočne obale rijeke Hudson u New Yorku, blizu današnjeg Hudsona u okrugu Columbia. Prema E. M. Ruttenberu Wiekagjoci su jedno od pet plemena konfederacije Mahican koju su činili s plemenima Mahican, Westenhuck ili Stockbridge, Mechkentowoon i Wawyachtonoc.

## Ime
Ime plemena prema Gerardu dolazi od wikwajek, u značenju »head of a creek«. Ostale varijante imena pod kojima se spominju su Wickagjock i Wiekagjocks.

## Danas
Potomaka možda imaju među Indijancima s rezervata Stockbredge–Munsee u Wisconsinu, i Brothertonima u wisconsinskim okruzima Winnebago i Calumet.

## Vanjske poveznice
- Mahican Indian Tribe  Arhivirana inačica izvorne stranice od 23. prosinca 2008. (Wayback Machine)